# Дом Е. Поповой
Дом Е. М. Поповой — ростовский памятник градостроительства и архитектуры. Здание расположено в Кировском районе города на улице Большая Садовая. Построено в начале XX века. В 1998 году зданию присвоен статус объекта культурного наследия России регионального значения.
Здание выполнено в стиле раннего модерна.
Вместе с другими зданиями составляет комплекс исторической застройки Большой Садовой улицы. Парадные входы подчёркиваются раскреповками со стороны фасада. На наличниках дверных проёмов расположены декоративные замки, имеющие форму геральдического щита. Важной частью архитектурного облика также являются лопатки на одинарных и сдвоенных оконных проёмах обоих этажей. Над окнами раскреповок находятся маскароны в виде женских голов, окружённые растительным орнаментом. Между этажами располагаются горизонтальные тяги, ниши между ними облицованы керамической плиткой.